# Сезон ФК «Дніпро» (Дніпропетровськ) 2000—2001
Сезон ФК «Дніпро» (Дніпропетровськ) 2000—2001 — 10-ий сезон футбольного клубу «Дніпро» у футбольних змаганнях України. Команда бере четверті бронзові нагороди.

## Склад команди
| № | Поз. | Нац.    | Гравець               |
| - | ---- | ------- | --------------------- |
|   | ВР   | Україна | Артем Куслій          |
|   | ВР   | Україна | Микола Медін          |
|   | ВР   | Україна | Максим Старцев        |
|   | ЗХ   | Україна | Володимир Геращенко   |
|   | ЗХ   | Україна | Володимир Єзерський   |
|   | ЗХ   | Україна | Сергій Задорожний     |
|   | ЗХ   | Україна | Владислав Зубков      |
|   | ЗХ   | Україна | Геннадій Козар        |
|   | ЗХ   | Україна | Сергій Матюхін        |
|   | ЗХ   | Україна | Олександр Поклонський |
|   | ЗХ   | Україна | Богдан Шершун         |
|   | ПЗ   | Україна | Віталій Бєліков       |
|   | ПЗ   | Україна | Сергій Валяєв         |
|   | ПЗ   | Україна | Олександр Грицай      |
|   | ПЗ   | Україна | Андрій Зубченко       |

| № | Поз. | Нац.    | Гравець            |
| - | ---- | ------- | ------------------ |
|   | ПЗ   | Україна | Роман Максимюк     |
|   | ПЗ   | Україна | Сергій Назаренко   |
|   | ПЗ   | Україна | Валентин Полтавець |
|   | ПЗ   | Україна | Руслан Ротань      |
|   | ПЗ   | Україна | Сергій Сібіряков   |
|   | ПЗ   | Україна | Олег Шелаєв        |
|   | НП   | Україна | Андрій Головко     |
|   | НП   | Україна | Сергій Коновалов   |
|   | НП   | Росія   | Сергій Косілов     |
|   | НП   | Україна | Ігор Литвинов      |
|   | НП   | Україна | Володимир Мазяр    |
|   | НП   | Україна | Юрій Слабишев      |
|   | НП   | Україна | Андрій Спєвак      |
|   | НП   | Україна | Сергій Шевцов      |

## Чемпіонат України

### Календар чемпіонату України
| Тур | Команда                | Рахунок     | Тур | Команда                | Рахунок     | Тур | Команда                | Рахунок     |
| --- | ---------------------- | ----------- | --- | ---------------------- | ----------- | --- | ---------------------- | ----------- |
| 1   | «Динамо»               | 1:1Протокол | 11  | «Кривбас»              | 1:0Протокол | 17  | «Металіст»             | 3:0Протокол |
| 2   | «Металург» (Запоріжжя) | 1:2Протокол | 12  | «Металург» (Маріуполь) | 0:1Протокол | 18  | «Шахтар»               | 3:1Протокол |
| 3   | «Карпати»              | 1:0Протокол | 13  | «Таврія»               | 1:1Протокол | 19  | «Сталь» (Алчевськ)     | 2:0Протокол |
| 4   | «Ворскла»              | 0:1Протокол |     |                        |             | 20  | «Нива» (Тернопіль)     | 0:2Протокол |
| 5   | «Металург» (Донецьк)   | 0:1Протокол |     |                        |             | 21  | «ЦСКА»                 | 2:0Протокол |
| 6   | «ЦСКА»                 | 1:1Протокол |     |                        |             | 22  | «Металург» (Донецьк)   | 1:0Протокол |
| 7   | «Нива» (Тернопіль)     | 2:0Протокол |     |                        |             | 23  | «Ворскла»              | 2:1Протокол |
| 8   | «Сталь» (Алчевськ)     | 0:1Протокол | 14  | «Таврія»               | 3:0Протокол | 24  | «Карпати»              | 0:2Протокол |
| 9   | «Шахтар»               | 1:4Протокол | 15  | «Металург» (Маріуполь) | 2:1Протокол | 25  | «Металург» (Запоріжжя) | 2:0Протокол |
| 10  | «Металіст»             | 0:1Протокол | 16  | «Кривбас»              | 1:1Протокол | 26  | «Динамо»               | 2:1Протокол |

Примітка

Блакитним кольором виділені домашні ігри.

### Турнірна таблиця
| Місце | Команда                | Ігор | В  | Н | П | РМ    | Очок |
| ----- | ---------------------- | ---- | -- | - | - | ----- | ---- |
| 1     | «Динамо»               | 26   | 20 | 4 | 2 | 58-17 | 64   |
| 2     | «Шахтар»               | 26   | 19 | 6 | 1 | 71-21 | 63   |
| 3     | «Дніпро»               | 26   | 17 | 4 | 5 | 37-18 | 55   |
| 4     | «Металург» (Маріуполь) | 26   | 13 | 4 | 9 | 35-26 | 43   |

## Кубок України

### Виступи
| Раунд       | Команда                | Рахунок     |
| ----------- | ---------------------- | ----------- |
| 1/16 фіналу | «Металург» (Нікополь)  | 3:1Протокол |
| 1/8 фіналу  | «Металург» (Запоріжжя) | 3:1Протокол |
| 1/4 фіналу  | ФК «Львів»             | 1:0Протокол |
| 1/2 фіналу  | «ЦСКА» (Київ)          | 1:3Протокол |